# Pistacia saportae
Pistacia saportae — вид дерев з родини Anacardiaceae.  

## Опис
Pistacia x saportae — високий чагарник, гібрид між мастикою (Pistacia lentiscus) і корнікаброю (Pistacia terebinthus). Морфологічно він має проміжні характеристики між двома батьками, хоча розмір, якого він досягає, ближче до розміру корнікабри. Мастика має вічнозелене листя, складені перисті з крилатими рахіс і парною кількістю листочків, в той час, як рогівка має листяні листя[що?], з некрилатим рахісом і непарною кількістю листочків, тобто з кінцевим листочком. Бо листя Pistacia x saportae напівлистопадні, з рахісом злегка крилатим і з невирішальним числом листочків; Більшість листя закінчуються більш дрібним листочком, ніж бічні, вузькими та неправильно сформованими. Взимку листя Pistacia x saportae червоніють без опадання, або опадають лише частково. Пофарбована в темно-червоний колір в холодні місяці, Pistacia x saportae має свій найелегантніший вигляд.
Як і її батьки, Pistacia x saporta — дводомний чагарник. Жіночі особини приносять суцвіття в пазушних волоті до листя, де утворюються численні плоди в округлій кістянці, близько 5 мм і червоного кольору (фото 2ª). Але в межах цих плодів родюче насіння не розвивається, тому Pistacia x saporta не стає самостійною і не колонізує райони, віддалені від того, де знаходяться два її батька.
Pistacia x saportae зазвичай демонструє велику життєздатність і швидке зростання, ілюструючи горезвісну енергійність гібридів. Мешкає в основному в макії, де витримує сухі або дуже сонячні умови. Мало знайдеться екземплярів, які виділяються в ландшафті, розкиданих по ділянках, де збігаються батьки. У багатьох місцях регіону Багес ми спостерігали Pistacia x saportae: Els Comtals (Manresa), Els Corrons (Manresa), mas Llussà (Santpedor), долина Soldevila (Sallent).